# Samuel Lover
Samuel Lover   (Dublín, 24 de febrer de 1797 - Saint Helier, 6 de juliol de 1868) va ser un compositor irlandès, compositor, novel·lista i pintor de retrats, principalment miniatures. Era l'avi de Victor Herbert.

## Biografia
Lover va néixer al número 60 de Grafton Street, Dublín i va anar a l'escola de Samuel Whyte, al carrer 79 de Grafton, ara seu del "Bewley's Café". Cap al 1830 era secretari de la Reial Acadèmia Hiberniana i vivia al número 9 del carrer D'Olier. El 1835 es va traslladar a Londres i va començar a compondre música per a una sèrie d'obres escèniques còmiques. Per a alguns, com l'opereta Il Paddy Whack in Itàlia (1841), va aportar tant paraules com música, per a altres només va aportar algunes cançons.
Lover va produir diverses cançons irlandeses, de les quals diverses, entre elles: The Angel's Whisper, Molly Bawn i The Four-Leaved Shamrock - van aconseguir una gran popularitat. També va escriure novel·les, de les quals Rory O'Moore (en la seva primera forma una balada), i Handy Andy són els més coneguts i breus esbossos irlandesos que, amb les seves cançons, va combinar en un entreteniment popular anomenat Irish Nights o Irish Evenings. Amb aquest últim, va recórrer Amèrica del Nord durant el 1846-8. Es va unir amb Charles Dickens a la fundació de la revista Bentley.
| « | <"Quan la picor de la literatura arriba a sobre d'un home, res pot curar-lo, sinó el rascat d'una ploma". - Samuel Lover | » |

El net de Lover era el compositor Victor Herbert, la mare de la qual era la filla de Lover, Fanny. Herbert és recordat millor pels seus molts èxits musicals i operetes que van estrenar a Broadway. De petit va viure amb els Lovers en un entorn musical arran del divorci de la seva mare.

## Mort i llegat
Lover va morir el 6 de juliol de 1868 a Saint Helier a Jersey. Un memorial a la catedral de Sant Patrici, Dublín resumeix els seus èxits:
| « | <Poeta, pintor, novel·lista i compositor que, en l'exercici d'un geni tan distingit per la seva versatilitat com pel seu poder, per la seva ploma i llapis il·lustrava tan feliçment les característiques de la pagesia del seu país que el seu nom sempre serà identificat amb honor amb Irlanda.> | » |

Aquest article incorpora text d'una publicació que ara es troba en el domini públic: Cousin, John William (1910). Un breu diccionari biogràfic de literatura anglesa. Londres: JM Dent & Sons: a través de Wikisource.

## A la cultura popular
Al joc informàtic del 2013 "BioShock Infinite", la peça de Lover "Saddle The Pony" (de Rory O'More), se sent a Battleship Bay, on Elizabeth es veu ballar-hi. L'interpreten un acordionista, un violinista i un pianista.

## Escrits seleccionats
- Cançons i llegendes del poble irlandès (1831)
- Legends and Stories of Ireland (Londres: Richard Edward King, núm. [1834])
- Rory O'More: un romanç nacional. Novel·la (Londres: R. Bentley, 1837; repr. Londres: F. Warne & Co., 1879)
- Songs and Ballades (Londres: Chapman and Hall, 1839)
- Handy Andy. A Tale of Irish Life (Londres: George Routledge i Sons, 1841)
- Treasure Trove/He would be a Gentleman

## Composicions seleccionades
Etapa (als seus propis llibrets)
- Rory O'More, òpera còmica (1837)
- El cavall blanc dels pebrots, romanç dramàtic (1838)
- Snap Apple Night, o A Kick-up in Kerry, drama musical (1839)
- The Greek Boy, drama musical (1840)
- Il Paddy Whack a Itàlia, opereta en 1 acte (1841)
- The Tourist Tourist's Ticket [només música, text de PH Hatch] (1853)

## Interpretacions
- "The Letter", de les "Superstitions of Ireland" a YouTube interpretades pel Sydney Children's Choir; arreglat per Jessica Wells